# Schizobrachiella subhexagona
Schizobrachiella subhexagona är en mossdjursart som först beskrevs av Ortmann 1890.  Schizobrachiella subhexagona ingår i släktet Schizobrachiella och familjen Schizoporellidae. Inga underarter finns listade i Catalogue of Life.